# Deutsche Gesellschaft für Gesetzgebung
Die Deutsche Gesellschaft für Gesetzgebung ist ein gemeinnütziger Verein. Er wurde am 15. Oktober 1987 in das Vereinsregister von Bonn eingetragen.

## Vereinszweck
Vereinszweck ist die Förderung der mit der Rechtsetzung befassten Wissenschaftsdisziplinen, die Verbesserung der praktischen Rechtsetzung sowie die Förderung des allgemeinen Verständnisses für Fragen und Probleme der Rechtsetzung.
Der Satzungszweck soll insbesondere verwirklicht werden durch
- die Klärung wissenschaftlicher und praktischer Fragen der Rechtsetzung vor allem mit dem Ziel einer praxisunterstützenden Funktion;
- die Unterstützung von Untersuchungen der rechtlichen, methodischen, verfahrensmäßigen und technischen Probleme der Rechtsetzungen in Bund, Ländern und Gemeinden und der gesellschaftlichen Auswirkungen von Rechtsetzungen;
- die Veröffentlichung und publizistische Verbreitung praktischer und wissenschaftlicher Erkenntnisse im Bereich der Rechtsetzung ohne Beschränkung auf eine bestimmte Disziplin;
- das Hinwirken auf eine größere Berücksichtigung der Gesetzgebungslehre in Forschung, Hochschulen und Weiterbildung;
- die Förderung der Arbeitskontakte unter den Gesellschaftsmitgliedern, vor allem durch Aussprache in den Mitgliederversammlungen;
- die Beteiligung an der nationalen und internationalen Weiterentwicklung der Gesetzgebungslehre und der Zusammenarbeit vor allem mit vergleichbaren Vereinigungen des Auslandes.

## Verleihung des Preises für gute Gesetzgebung
Die DGG verleiht Preise für herausragende Beispiele guter Gesetzgebungsarbeit. Der erste Preis 2014 z. B. ging an das Modellgesetz für Geistiges Eigentum.

## Bekannte Vorstandsmitglieder
Neben dem Vorsitzenden Günter Krings gehören dem Vorstand u. a. Herbert Helmrich, Rainer Funke, Dieter Grimm,
Jürgen Hensen, Ulrich Karpen, Fritz Rudolf Körper, Hans-Jürgen Papier  und  Norbert Röttgen an.

## Bekannte Beiratsmitglieder
Zu den Beiratsmitgliedern gehören u. a. Hans Dieter Beck, Dirk Brouër, Karl Heinz Däke, Evelyn Haas, Hans-Günter Henneke, Jutta Limbach, Georg-Berndt Oschatz, Heribert Prantl, Hans-Martin Schmidt, Bernhard Töpper sowie Wolfgang Zeh.

## Weblink
- Offizielle Website